# Knattspyrnufélagið Þróttur
Il Knattspyrnufélagið Þróttur, meglio noto come Þróttur Reykjavík o solo Þróttur, è una società calcistica islandese con sede nella capitale Reykjavík. Fondato il 5 agosto 1949, nella stagione 2025 milita in 1. deild karla, la seconda divisione del calcio islandese.
Ha partecipato numerose volte al massimo campionato islandese, vincendo per ben 6 volte il campionato di seconda divisione.

## Giocatori celebri
- Björgólfur Hideaki Takefusa
- Hjálmar Þórarinsson
- Willum Þór Þórsson

## Palmarès

### Competizioni nazionali
- 1. deild karla: 6

1958, 1963, 1965, 1977, 1982, 1997
- 2. deild karla: 2

1990, 2021

### Altri piazzamenti
- Coppa d'Islanda:

Semifinalista: 1966, 1978, 1979, 1981, 1984, 2006, 2012
- Coppa di Lega islandese:

Finalista: 2005
- 1. deild karla:

Promozione: 2002, 2004, 2007, 2015